# Disticha Catonis

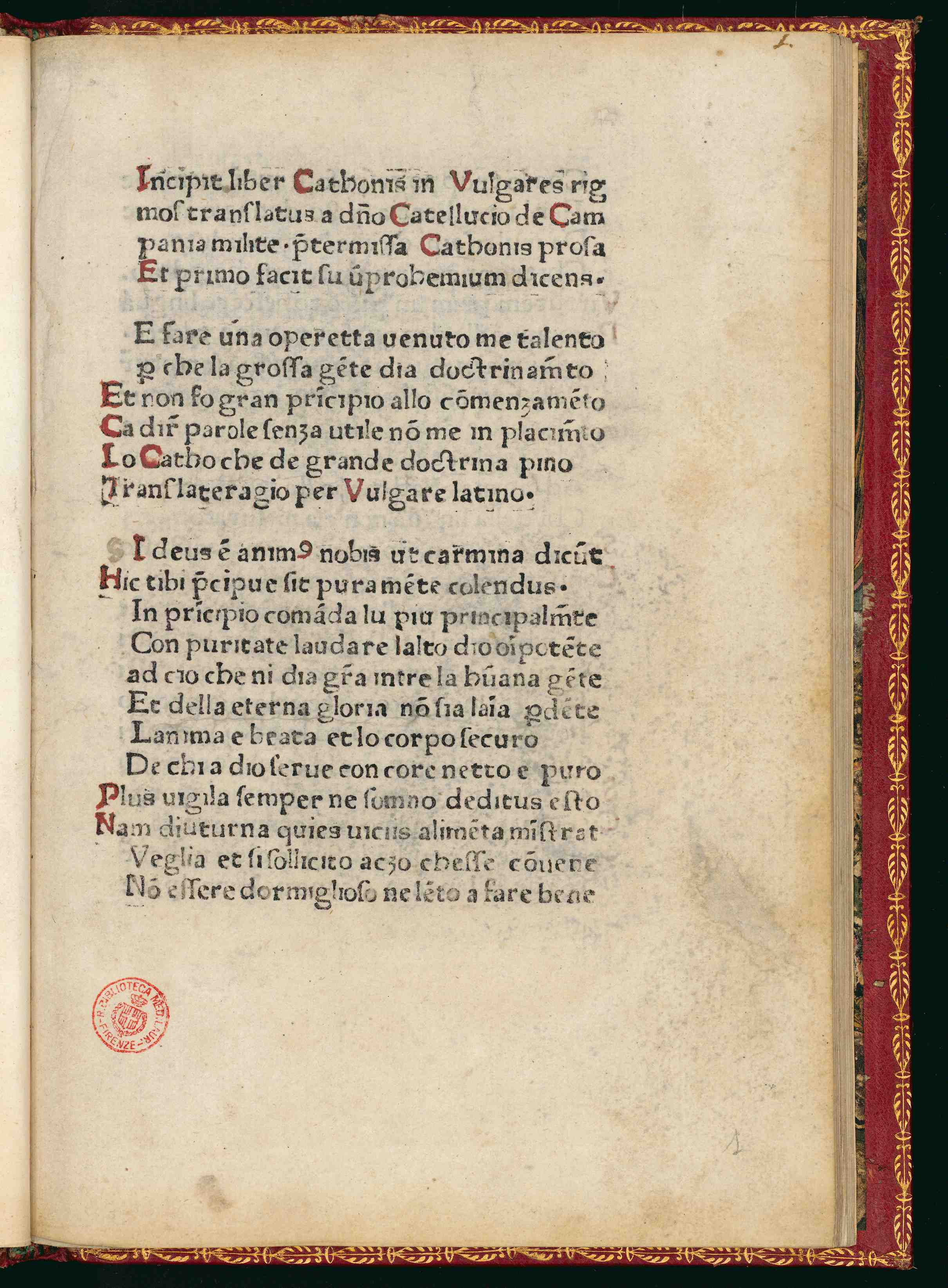
Incipit liber Cathonis in vulgares, 1475

De "Dicta Catonis" (d.i. Uitspraken van Cato) is de naam die traditioneel gegeven wordt aan een verzameling van 144 Latijnse zedenspreuken, telkens bestaande uit twee versvoeten, zogenaamde dactylische hexameters, en om die reden ook vaak "Disticha Catonis" genoemd.
Deze uitspraken worden, zij het ten onrechte, toegeschreven aan de oud-Romeinse moralist Cato de Oude, die de regels zou hebben geschreven voor de opvoeding van zijn zoon. Cato's kernachtige manier van spreken maakte vele van de historische uitlatingen ook spreekwoordelijk. In werkelijkheid dateren de Disticha Catonis echter uit, of werden verzameld in, de 3e eeuw of 4e eeuw na Chr. Enkele verzen worden namelijk geciteerd in een brief van arts en schrijver Vindicianus aan keizer Valentianus die in 375 is overleden. Ze zijn over het algemeen stoïcijns van aard, en bepaalde spreuken moeten vrijwel zeker op oudere bronnen teruggaan, maar deze ook daadwerkelijk identificeren is onbegonnen werk. In een uitgave met Italiaanse vertaling van 1485 noemt men het elegante commentaar van Cato.
Het werk werd bij de Romeinen gebruikt in het lager onderwijs en is op grote schaal door overschrijven vermenigvuldigd. Tot in de 19e eeuw werden de verzen in heel Europa in het onderwijs gebruikt, ook om Latijn te leren.
Een paar voorbeelden:

Contra verbosos noli contendere verbis:
Sermo datur cunctis, animi sapientia paucis. [= I, 10] 
Ga liever niet bekvechten met woordenkramers:
spraak is aan iedereen gegeven, wijsheid van geest aan weinigen.

Fac tibi proponas mortem non esse timendam,
quae bona si non est, finis tamen illa malorum est. [= III, 22] 
Maak het tot je vaste voornemen de dood niet te vrezen,
die is wel geen goed, maar ze is wel het eind van alle ellende.

## Gebruik in de middeleeuwen
Er is een vertaling in het Nederlands uit ongeveer 1290, de zogenoemde Enaamse of Oudenaardse codex, deze berust incompleet in het Stadsarchief te Oudenaarde (België).
In de vroege middeleeuwen werden er delen toegevoegd, daaronder 57 korte sentenzen, breves sententiae, die terug te voeren zijn op de "Spreuken van de zeven wijze meesters". In de 12e eeuw werd een anoniem vervolg op de Disticha Catonis geschreven, de Facetus cum nihil utilius of kortweg Facetus.
De 288 versregels werden door uitgevers verdeeld over vier boeken. Taal en metrum komen eenvoudig en ongekunsteld over, en mede daarom  genoten zij gedurende de Middeleeuwen een grote populariteit in opvoeding en onderwijs, vanwege hun moraliserende karakter. Zij werden in vele talen omgezet, bewerkt en van commentaar voorzien, uitgebreid maar ook verkort. In de Nederlanden werden zij voor het eerst uitgegeven door Erasmus (te Leuven in 1514) en Joseph Justus Scaliger (te Leiden in 1598) en in de 17e eeuw nog een keer door Petrus Scriverius/ In 1735 vertaalde Benjamin Franklin ze in het Engels. In 1885 zijn er 232 verzen in een vroeg-Middelnederlandse vertaling verschenen.